# Der singende Knochen
Der singende Knochen ist ein Märchen (ATU 780). Es steht in den Kinder- und Hausmärchen der Brüder Grimm ab der Erstauflage von 1812 an Stelle 28 (KHM 28).

## Inhalt nach der Fassung von 1819
Zwei Brüder folgen dem Ruf eines Königs, der seine Tochter demjenigen verspricht, der das Land von einem Wildschwein befreit. Der jüngere betritt den Wald von Osten und begegnet einem Männlein, das ihm wegen seines guten Herzens einen schwarzen Speer gibt. Damit erlegt er das Wildschwein. Der Ältere, ein hinterlistiger, hochmütiger Mann, kommt von Westen. Er geht in ein Haus am Waldrand, wo er sich Mut antrinkt. Als der jüngere Bruder mit der Beute kommt, hält er ihn bis zum Abend hin und erschlägt ihn auf dem Heimweg in der Dunkelheit auf einer Brücke. Er begräbt ihn unter der Brücke, bringt das erlegte Schwein dem König und erhält die Königstochter. 
Nach Jahren findet ein Hirte einen Knochen im Sand unter der Brücke und schnitzt daraus ein Mundstück für sein Horn. Als er darauf bläst, singt ihm der Knochen die Wahrheit vor:
„Ach, du liebes Hirtelein,
du bläst auf meinem Knöchelein,
mein Bruder hat mich erschlagen,
unter der Brücke begraben,
um das wilde Schwein,
für des Königs Töchterlein.“
Der Hirt wundert sich über den singenden Knochen und geht damit zum König. Wieder ertönt das Lied. Der König versteht, lässt die Gebeine des Ermordeten ausgraben und ehrenvoll bestatten. Der Mörder dagegen wird in einen Sack eingenäht und ertränkt.

## Herkunft und Rezeption
In der Erstauflage der Kinder- und Hausmärchen von 1812 sind es drei Brüder, „davon war der älteste listig und klug, der zweite von gewöhnlichem Verstand, der dritte und jüngste aber war unschuldig und dumm“. Dafür fehlen hier noch Einzelheiten wie das Betreten des Waldes von Westen und Osten. 
Die Grundstruktur ähnelt anderen Dummlingsmärchen, in denen stets der jüngste und einfältigste Bruder das Erbe verdient: KHM 54 Der Ranzen, das Hütlein und das Hörnlein, KHM 57 Der goldene Vogel, KHM 62 Die Bienenkönigin, KHM 63 Die drei Federn, KHM 64 Die goldene Gans, KHM 97 Das Wasser des Lebens, KHM 106 Der arme Müllerbursch und das Kätzchen, KHM 165 Der Vogel Greif, KHM 64a Die weiße Taube. Dabei wird hier auch das biblische Kain und Abel-Motiv aufgegriffen.
Die Brüder Grimm hatten das Märchen laut ihrer Anmerkung aus drei Orten in Niederhessen. Die zweite Version beginnt wie KHM 97 Das Wasser des Lebens: Der alte König will die Krone dem Sohn geben, der einen Bären mit goldenem Schlößlein (oder ein Wildschwein) fängt. Er schickt den Ältesten mit Pferd, Kuchen und Wein, den Jüngsten nur mit Stock, Brot und Wasser. Letzterer ist freundlich zu dem Männchen unter dem Baum und erhält ein Seil, womit er den Bären fängt. In der dritten ist der Anfang nicht ausgeführt.
Sie nennen noch eine Quelle bei Colshorn Nr. 71, eine von Wilhelm Wackernagel in Moriz Haupts Zeitschrift Altdeutsche Blätter (Knabe tötet Mädchen, das die Blume gefunden hat) und eine bei Karl Viktor Müllenhoff Nr. 49.
In einem schottischen Volkslied bei Scott Minstrelsy 2, 157-162 wird eine Harfe aus dem Brustbein der ermordeten Schwester gebaut, in einem färöischen bei Geyer und Afzelius 1, 86 aus den Haaren. Polnisch bei Lewestam S. 105. Bei H. Reus in den Estnischen Volksliedern S. 56. In einem serbischen Märchen bei Muck Nr. 39 verrät ein Holunderrohr als Flöte das Geheimnis (siehe auch KHM 115 Die klare Sonne bringt’s an den Tag). 
In abgewandelter Form findet sich das Märchen vom singenden Knochen auch in Ludwig Bechsteins Neuem deutschen Märchenbuch als Das klagende Lied. Dort ist es allerdings kein Wildschwein, sondern eine zepterförmige Blume. Gustav Mahler verwendete beide Märchen für den Text und die Komposition seines Erstlingswerkes, der Kantate Das klagende Lied.
In Janoschs Parodie findet ein Junge den Knochen eines heiligen Vogels, wenn er darauf bläst, ist auf einmal alles gut und wahr.
Der singende Knochen war auch eine der drei Märchensequenzen des US-amerikanischen Fantasyfilms Die Wunderwelt der Gebrüder Grimm (The Wonderful World of the Brothers Grimm) in der Regie von Henry Levin und George Pal aus dem Jahr 1962.